# Campeonato Mundial de Halterofilismo de 2011 - Até 53 kg feminino
A categoria até 53 kg feminino foi um evento do Campeonato Mundial de Halterofilismo de 2011, disputado na Disneyland Resort Paris, em Paris, na França, no dia 6 de novembro de 2011. 

## Calendário
Horário local (UTC+1)
| Dia           | Horário | Fase    |
| ------------- | ------- | ------- |
| 6 de novembro | 08:00   | Grupo C |
| 6 de novembro | 12:30   | Grupo B |
| 6 de novembro | 17:00   | Grupo A |

## Medalhistas
| Evento    | Ouro                     | Ouro   | Prata                    | Prata  | Bronze              | Bronze |
| --------- | ------------------------ | ------ | ------------------------ | ------ | ------------------- | ------ |
| Arranque  | Zulfiya Chinshanlo (KAZ) | 97 kg  | Yuderqui Contreras (DOM) | 95 kg  | Hsu Shu-ching (TPE) | 93 kg  |
| Arremesso | Zulfiya Chinshanlo (KAZ) | 130 kg | Aylin Daşdelen (TUR)     | 126 kg | Ji Jing (CHN)       | 121 kg |
| Total     | Zulfiya Chinshanlo (KAZ) | 227 kg | Aylin Daşdelen (TUR)     | 219 kg | Ji Jing (CHN)       | 214 kg |

## Recordes
Antes desta competição, o recorde mundial da prova era o seguinte:
| Recorde         | Tipo      | Atleta        | Peso   | Local     | Data                   |
| Recorde Mundial | Arranque  | Li Ping (CHN) | 103 kg | Guangzhou | 14 de novembro de 2010 |
| Recorde Mundial | Arremesso | Li Ping (CHN) | 129 kg | Tai'an    | 22 de abril de 2007    |
| Recorde Mundial | Total     | Li Ping (CHN) | 230 kg | Guangzhou | 14 de novembro de 2010 |

Os seguintes novos recordes foram estabelecidos durante esta competição.
| Arremesso | 130 kg | Zulfiya Chinshanlo (KAZ) | Recorde mundial |

## Resultado
Os resultados foram os seguintes. 
| Pos.              | Atleta                       | Grupo | Peso  | Arranque (kg) | Arranque (kg) | Arranque (kg) | Arranque (kg)     | Arremesso (kg) | Arremesso (kg) | Arremesso (kg) | Arremesso (kg)    | Total |
| Pos.              | Atleta                       | Grupo | Peso  | 1             | 2             | 3             | Resultado         | 1              | 2              | 3              | Resultado         | Total |
| ----------------- | ---------------------------- | ----- | ----- | ------------- | ------------- | ------------- | ----------------- | -------------- | -------------- | -------------- | ----------------- | ----- |
| Medalha de ouro   | Zulfiya Chinshanlo (KAZ)     | A     | 52.67 | 93            | 97            | 100           | Medalha de ouro   | 120            | 126            | 130            | Medalha de ouro   | 227   |
| Medalha de prata  | Aylin Daşdelen (TUR)         | A     | 52.72 | 88            | 91            | 93            | 4                 | 120            | 122            | 126            | Medalha de prata  | 219   |
| Medalha de bronze | Ji Jing (CHN)                | A     | 52.93 | 93            | 98            | 99            | 5                 | 121            | 127            | 127            | Medalha de bronze | 214   |
| 4                 | Hsu Shu-ching (TPE)          | A     | 52.68 | 90            | 93            | 95            | Medalha de bronze | 112            | 117            | 120            | 4                 | 213   |
| 5                 | Yuderqui Contreras (DOM)     | A     | 52.56 | 91            | 95            | 97            | Medalha de prata  | 111            | 116            | 116            | 9                 | 206   |
| 6                 | Hiromi Miyake (JPN)          | A     | 50.14 | 85            | 88            | 88            | 8                 | 113            | 113            | 115            | 5                 | 203   |
| 7                 | Sin Chol-ok (PRK)            | A     | 52.73 | 85            | 85            | 91            | 13                | 115            | 122            | 123            | 6                 | 200   |
| 8                 | Boyanka Kostova (AZE)        | A     | 52.96 | 88            | 92            | 96            | 6                 | 108            | 115            | 115            | 13                | 200   |
| 9                 | Yu Weili (HKG)               | A     | 52.81 | 85            | 87            | 90            | 11                | 110            | 110            | 112            | 8                 | 199   |
| 10                | Pramsiri Bunphithak (THA)    | A     | 52.52 | 83            | 87            | 87            | 9                 | 110            | 113            | 113            | 10                | 197   |
| 11                | Yoon Jin-hee (KOR)           | A     | 52.75 | 87            | 90            | 90            | 10                | 105            | 110            | 112            | 11                | 197   |
| 12                | Sopita Tanasan (THA)         | B     | 52.75 | 83            | 87            | 90            | 7                 | 103            | 106            | 110            | 16                | 196   |
| 13                | Chinenye Fidelis (NGR)       | B     | 52.85 | 80            | 86            | 86            | 19                | 115            | 115            | 120            | 7                 | 195   |
| 14                | Julia Rohde (GER)            | A     | 52.56 | 83            | 83            | 85            | 12                | 105            | 105            | 106            | 15                | 191   |
| 15                | Inmara Henríquez (VEN)       | B     | 52.99 | 76            | 79            | 81            | 18                | 100            | 105            | 110            | 12                | 191   |
| 16                | Joanna Łochowska (POL)       | A     | 53.00 | 83            | 83            | 83            | 15                | 103            | 105            | 107            | 14                | 190   |
| 17                | Misaki Gushiken (JPN)        | B     | 52.88 | 85            | 85            | 87            | 14                | 98             | 101            | 104            | 17                | 189   |
| 18                | Fatma Ebru Pekmezci (TUR)    | B     | 52.69 | 78            | 80            | 82            | 16                | 98             | 100            | 102            | 19                | 182   |
| 19                | Marilou Dozois-Prévost (CAN) | B     | 52.67 | 79            | 79            | 81            | 17                | 98             | 102            | 102            | 21                | 179   |
| 20                | Hilary Katzenmeier (USA)     | B     | 52.18 | 75            | 78            | 78            | 22                | 94             | 96             | 98             | 20                | 173   |
| 21                | Santoshi Matsa (IND)         | B     | 52.42 | 70            | 73            | 75            | 27                | 90             | 94             | 96             | 22                | 171   |
| 22                | Virginie Andrieux (FRA)      | B     | 52.55 | 74            | 74            | 77            | 20                | 94             | 97             | 97             | 25                | 171   |
| 23                | Jennifer Lombardo (ITA)      | B     | 52.94 | 68            | 72            | 76            | 21                | 88             | 93             | 96             | 27                | 169   |
| 24                | Izabella Yaylyan (ARM)       | C     | 52.27 | 71            | 75            | 75            | 24                | 89             | 93             | 96             | 26                | 168   |
| 25                | Dewi Safitri (INA)           | C     | 51.40 | 72            | 72            | 77            | 29                | 95             | 95             | 95             | 23                | 167   |
| 26                | Rosane Santos (BRA)          | C     | 52.37 | 75            | 75            | 80            | 26                | 88             | 91             | 92             | 28                | 167   |
| 27                | Manon Lorentz (FRA)          | B     | 52.57 | 74            | 76            | 76            | 28                | 84             | 87             | 90             | 29                | 164   |
| 28                | Pramila Krisani (IND)        | C     | 52.40 | 63            | 68            | 71            | 30                | 85             | 90             | 94             | 24                | 162   |
| 29                | Sri Dwi Rahayu (INA)         | C     | 52.21 | 70            | 70            | 75            | 23                | 85             | 85             | 93             | 30                | 160   |
| 30                | Anna Athanasiadou (GRE)      | C     | 52.35 | 71            | 75            | 77            | 25                | 81             | 85             | 87             | 31                | 160   |
| 31                | Dagmar Kutliková (SVK)       | C     | 52.10 | 63            | 66            | 68            | 31                | 77             | 81             | 84             | 32                | 150   |
| 32                | Christina Ejstrup (DEN)      | C     | 52.21 | 65            | 68            | 68            | 33                | 78             | 80             | 82             | 34                | 147   |
| —                 | Lena Berntsson (SWE)         | C     | 52.95 | 66            | 69            | 69            | 32                | 84             | 84             | 85             | —                 | —     |
| —                 | Francia Peñuñuri (MEX)       | B     | 52.93 | 80            | 80            | 80            | —                 | 97             | 102            | 106            | 18                | —     |
| —                 | Sini Kukkonen (FIN)          | C     | 52.97 | 70            | 70            | 70            | —                 | 83             | 83             | 86             | 33                | —     |
| DSQ               | Raihan Yusoff (MAS)          | C     | 52.64 | 70            | 75            | 77            | —                 | 90             | 93             | 94             | —                 | —     |